# George Acheson
George Robert Acheson (* 21. Januar 1904 in Lewiston, Maine; † 17. August 1989 in San Antonio, Texas) war ein US-amerikanischer Generalmajor der US Air Force.

## Leben

### Militärische Ausbildung und Zeit bis zum Zweiten Weltkrieg
Acheson begann nach dem Schulbesuch ein Studium an der University of Maine und trat am 7. Februar 1925 als Soldat (Private) in die US Army ein. Nach einer Verwendung in der 24. Jagdstaffel (24th Pursuit Squadron) auf dem Militärflugplatz France Field in der Panamakanalzone trat er als Flugkadett in den US Army Air Service ein und begann im März 1926 mit der fliegerischen Grundausbildung auf dem Militärflugplatz Brooks Field, ehe er im September 1926 für die erweiterte Flugausbildung auf den Luftfahrtstützpunkt Kelly Field wechselte. Nach Abschluss der beiden Kurse wurde er am 28. Februar 1927 als Leutnant (Second Lieutenant) in die Luftwaffenreserve übernommen. Im Juni 1928 wurde er als Leutnant des nunmehrigen Heeresluftwaffenkorps USAAC (US Army Air Corps) der regulären US Army übernommen und zur 3. Angriffsgruppe (3rd Attack Group) auf dem Luftwaffenstützpunkt Fort Crockett versetzt.
Im Oktober 1927 wurde Wartungsinspekteur der ebenfalls auf Fort Crockett stationierten 8. Angriffsstaffel (8th Attack Squadron) und anschließend Postpilot sowie Personaloffizier der 3rd Attack Group. Im September 1929 kehrte er zum Militärflugplatz Brooks Field zurück und war Fluglehrer an der dortigen Flugschule (Primary Flying School). Danach folgte von Oktober 1931 bis September 1932 eine Verwendung auf dem Luftwaffenstützpunkt Randolph Field und danach der Besuch des Rüstungslehrgangs an der Air Corps Technical School auf dem Luftwaffenstützpunkt Chanute Field, den er im März 1933 abschloss. Nach seiner darauf folgenden Beförderung zum Oberleutnant (First Lieutenant) wurde er Staffeladjutant der auf dem Stützpunkt Mitchel Field stationierten 99. Beobachtungsstaffel (99th Observation Squadron) sowie im Anschluss im Januar 1934 Pilot der 8. Jagdgruppe (8th Pursuit Group) auf dem Stützpunkt Langley Field. Nach einer anschließenden Tätigkeit zwischen Februar und Mai 1934 als Luftpostpilot des USAAC-Postdienstes kehrte er zur 99th Observation Squadron zurück.
Im Januar 1935 begann Acheson eine Sonderausbildung für erweiterte Luftfahrtnavigation in der auf dem Militärflugplatz Rockwell Field stationierten 19. Bombergruppe (19th Bombardment Group) und wurde dort im April 1935 zum Hauptmann (Captain) befördert. Im März 1936 kehrte auf den Luftwaffenstützpunkt Mitchel Fiel zurück und wurde dort Nachrichtendienst- und Operationsoffizier der 1. Bomberstaffel (1st Bombardment Squadron). Daraufhin folgte von Juli 1937 bis November 1938 eine Verwendung als Nachrichtendienst- und Operationsoffizier der 26. Angriffsstaffel (26th Attack Squadron), die auf dem Militärflugplatz Schofield Barracks stationiert war. Im November 1938 wurde er Kommandeur (Commanding Officer) der 26th Attack Squadron und anschließend Kommandeur der ebenfalls dort stationierten 86. Beobachtungsstaffel (86th Observation Squadron).

### Zweiter Weltkrieg
Im August 1940 wurde Acheson zur 43. Bomberstaffel (43rd Bombardment Squadron) zum Stützpunkt MacDill Field versetzt und erhielt dort im Januar 1941 seine Beförderung zum Major. Daraufhin wurde er im Mai 1941 Kommandeur der 67. Bomberstaffel (67th Bombardment Squadron) sowie im September 1941 Materialoffizier des auf Militärflughafen Pope Field stationierten 1. Luftunterstützungskommandos (1st Air Support Service Command). Am 5. Januar 1941 erfolgte seine Beförderung zum Oberstleutnant (Lieutenant Colonel) sowie am 1. März 1942 zum Oberst (Colonel). Im Juli 1942 wurde er auf den Luftwaffenstützpunkt Barksdale Field versetzt, wo er Leitender Flugausbilder der Offiziersausbildungseinheit war. Später kehrte er nach MacDill Field zurück und war dort bis zum 31. Mai 1943 Assistent des Chefs des Stabes für Operationen und Ausbildung des 3. Bomberkommandos (3rd Bomber Command).
Danach wurde Acheson im Juni 1943 Kommandeur des ebenfalls auf MacDill Field stationierten 55. Bombergeschwaders (55th Bombardment Wing), das im Frühjahr 1944 zur Teilnahme an Luftkampfeinsätzen in Nordafrika auf den Foggia Airfield Complex nach Italien verlegt wurde. Am 11. September 1944 erfolgte seine Beförderung zum Brigadegeneral (Brigadier-General). Den Posten als Kommandeur des 55th Bombardment Wing bekleidete er bis zum 18. Juni 1945. Für seine fliegerischen Verdienste wurde ihm das Distinguished Flying Cross verliehen.

### Nachkriegszeit
Nach dem Ende des Zweiten Weltkrieges kehrte Acheson in die USA zurück und war vom 1. Juli bis zum 15. November 1945 Kommandeur des Personalzentrums des Kriegsministeriums (US Department of War) in Fort Leavenworth. Während dieser Zeit wurde ihm am 13. August 1945 die Army Distinguished Service Medal verliehen. Nach einer vorübergehenden Verwendung als Vorsitzender des Offiziersauswahlausschusses im Hauptquartier der Heeresluftwaffe USAAF (US Army Air Forces) in Fort Logan wurde er am 24. Mai 1946 Chef des Stabes der auf Leyte in den Philippinen stationierten 13. Luftflotte (Thirteenth Air Force). Danach wurde er im März 1947 zum Luftwaffenmaterialkommando Fernost (Far East Air Material Command) versetzt, aus dem das Luftwaffenmaterialgebiet Philippinen (Philippine Air Material Area) wurde, dessen Kommandierender General er vom 16. März bis zum 18. Juli 1947 war. Im Anschluss war er vom 19. Juli bis zum 30. September 1947 Kommandierender General des aus dem Philippine Air Material Area hervorgegangenen 4. Luftwaffendepot (4th Air Depot).
Nach Gründung der heutigen US Air Force wurde Acheson am 1. Oktober 1947 Chef des Stabes der auf dem Flughafen Nagoya stationierten 5. Luftflotte (Fifth Air Force) und verblieb in dieser Funktion bis zum 21. Juni 1949. Seiner Rückkehr in die USA fungierte er vom 4. August bis zum 14. November 1949 als stellvertretender Kommandierender General für Material des Kontinentalluftkommandos ConAC (Continental Air Command) auf der Mitchel Air Force Base und war danach zwischen dem 15. November 1949 und dem 28. Februar 1951 stellvertretender Kommandierender General der daraus hervorgegangenen Luftverteidigungskräfte Ost EADF (Eastern Air Defense Force).
Im Anschluss fungierte Acheson vom 1. März 1951 bis Februar 1953 erster Kommandierender General der neu gegründeten Luftverteidigungskräfte Mitte CADF (Central Air Defense Force) auf der Grandview Air Force Base. In dieser Verwendung erfolgte am 11. April 1951 auch seine Beförderung zum Generalmajor (Major-General). Zugleich war er vom 26. Februar 1953 bis zum 1. Februar 1956 Kommandierender General des Luftwaffenkommandos Alaska AAC (Alaskan Air Command) auf der Elmendorf Air Force Base. Zuletzt wurde er am 1. Februar 1956 Kommandeur des zum Luftwaffenmaterialkommandos gehörenden Luftwaffenmaterialgebiets Middletown auf der Olmstead Air Force Base. Auf diesem Posten verblieb er bis zu seinem Eintritt in den Ruhestand am 31. Januar 1959 und wurde wegen seiner dortigen Verdienste mit dem Legion of Merit ausgezeichnet. Darüber hinaus erhielt er die Air Medal mit goldenem Eichenlaubzweig. Nach seinem Tode wurde er auf dem Fort Sam Houston National Cemetery beigesetzt.